# Radiator (novelle)
 For alternative betydninger, se Radiator (flertydig). (Se også artikler, som begynder med Radiator)
Radiator er en novellesamling af Jan Sonnergaard udgivet af Gyldendal i 1997. Bogen er det første bind af en trilogi, hvor Radiator handler om underklassen.

## Baggrund og titel
Ifølge Jan Sonnergaard har novellesamlingen fået navnet Radiator, fordi han ville adressere visse kritikere, som diskuterede, hvorvidt litteraturen skal handle om virkeligheden eller om mere skal bygges på tradition, billedsprog og genre. Hertil har Niels Frank, den forhenværende rektor på Forfatterskolen, udtalt, at han aldrig ville benytte sig af almindelige ord som ”radiator” eller ”brødrister” i en litterær tekst. Denne udtalelse provokerede Sonnergaard, og han skrev derfor Radiator som modspil til den litteratur, der set fra hans synspunkt ligefrem nægter at forholde sig til virkeligheden.

## Indhold

### I
- William
- Historie om en ung mand, der tvinges ind i et klædeskab, fordi et ubehageligt væsen bryder ind i hans kærlighedsliv på de mest umulige og ubelejlige tidspunkter
- Tyveri

### II
- Polterabend
- Sex
- Kimono mit hus
- Lotte

### III
- NETTO og fakta
- Fallit
- Immatrikuleret 1.9.1982, spøgelse